# Las Chinas
Las Chinas fue un grupo de pop español de los años 80, formado íntegramente por mujeres.
A mediados del año 1979 un grupo de chicas decide montar una banda integrada exclusivamente por féminas, siguiendo el ejemplo de otras de la nueva ola inglesa, sobre todo de las Modettes.

## Historia
Todo empezó cuando Montse Cuní, quien junto a Santiago y Luis Auserón, y Cati Françoise, había formado un colectivo con planteamientos radicales llamado Corazones Automáticos (que por otra vía derivaría en la creación de Radio Futura), concibe la idea de un grupo de chicas y se pone en contacto con Miluca Sanz. María José Serrano, Jose, que había formado parte del proyecto Orquesta Futurama, se suma a la iniciativa.
Al núcleo formado por Jose (voz), Montse (bajo) y Miluca (teclados), se une Isabel Pérez Jurado, Luna (guitarra) por intermediación de Enrique Sierra (Kaka de Luxe, Radio Futura). El puesto de batería, fue el que más cambió durante la vida del grupo, ante la dificultad de encontrar una chica que dominase el instrumento. Durante los primeros meses de ensayos echaron una mano con los palillos dos componentes de Plástico, un grupo con el compartían locales de ensayo (La Isla de Gabi): Eduardo Benavente (Los Pegamoides, Parálisis Permanente) y Toti Árboles (Alaska y los Pegamoides, Parálisis Permanente, Dinarama), La Frontera. Prueban incluso a la hermana pequeña de Toti, Neus, pero, su corta edad (apenas tiene doce años), le impedía participar en los conciertos. Finalmente, la primera batería estable del grupo sería Isabel Acosta, Speedy, una punky nacida en Avilés que recala en Madrid procedente de Zúrich.
Los productores y compositores Luis Gómez-Escolar y Honorio Herrero se fijan en ellas. Con el primero preparan una maqueta para Hispavox (con Chicos en la calle y 23 de enero) que no consigue despertar el interés. Finalmente, es Honorio Herrero (quien también produciría a grupos de La Movida como Ejecutivos Agresivos en su archiconocida Mari Pili, Radio Futura o Los Zombies) el que logra que firmen con la discográfica RCA.

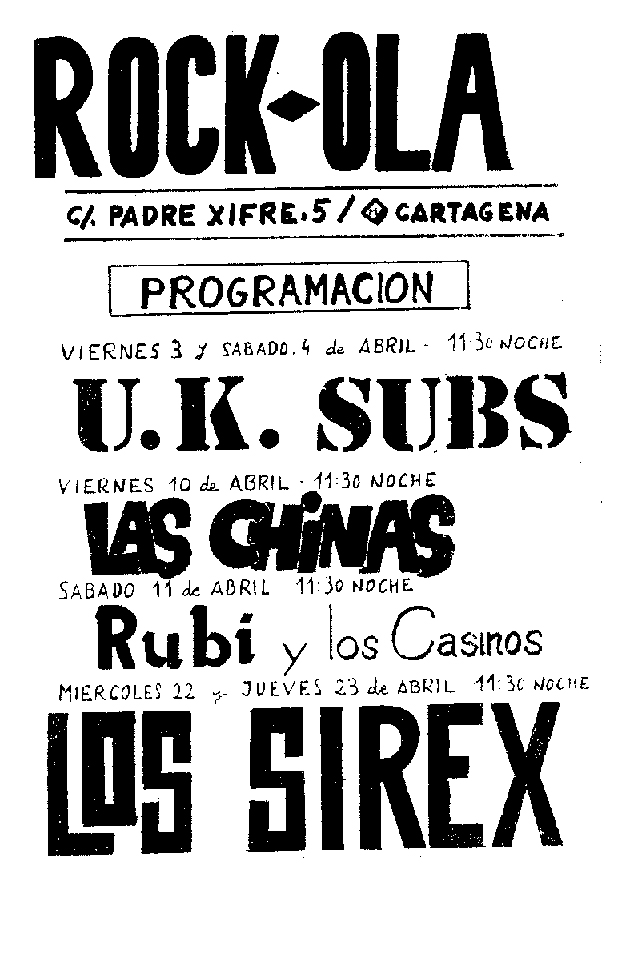
Anuncio de concierto de Las Chinas en Rock-Ola

Debutan en directo en abril de 1980 en El Escalón. Su puesta en escena es arrebatadora, con una imagen muy definida. Todas ellas provenían de ambientes intelectuales madrileños y la música era una especie de rebelión contra todo lo que les precedía. Su inequívoco aspecto y sonido nuevaolero les granjeaba tanta admiración como envidia. Pronto se incorporan al elenco de grupos habitual en las salas de conciertos de entonces. Actúan varias veces en la Sala Sol, Teatro Martín, Rock-Ola, Sala Carolina, Golden Village y hasta en el Museo de Arte Contemporáneo de Madrid junto a Radio Futura.
Fuera de Madrid actúan en varias ciudades en conciertos y festivales como el Festival Feminista de Vigo, donde las observan embelesados algunos de los futuros componentes de Siniestro Total.
Aunque RCA parece no tener demasiado interés en el grupo, ellas continúan tocando su corto repertorio (que aliñan con versiones) y, con Honorio Herrero como productor, graban el sencillo El Hombre Salvaje (RCA, 1980), sobre una idea de Luna y arreglos de todo el grupo. En la cara B se incluye otra gran canción: Amor en frío, con letra de Quico Rivas y música de Santiago Auserón.
Hacen un cameo en el drama de lucha generacional La Próxima Estación (1982) de Antonio Mercero, facilitado por el hecho de que el responsable de la música es el propio Honorio Herrero, e incluyen en la cinta su  versión de Te espío, tema original de Ejecutivos Agresivos, que se publicaría como parte de la banda sonora de la película con el grupo ya disuelto. Por aquel entonces ya han abandonado el grupo Speedy, sustituida por un batería llamado Juan Villalba, que cubriría el puesto durante varios meses hasta la desaparición del grupo, y actuaría en varios conciertos (antes, y fugazmente hubo otro batería llamado José), y Luna, cuyo puesto a la guitarra sería ocupado por Rafael Gutiérrez, Rafa, de Hombres G. Hay que reseñar también a un chino en la sombra, el hoy periodista y escritor, David Torrejón, novio de Luna, quien haría de chico para todo, desde chófer a mozo de equipo, pasando por proporcionar una cierta protección a una banda de chicas que recorría un país aún culturalmente atrasado.
RCA hace un torpe trabajo promocional, y a la espera de la grabación del larga duración que, por desgracia, nunca llegaría, la banda se separa definitivamente.
Antes habían superado un duro golpe cuando su equipo fue robado del local de ensayo. No obstante, La Movida mostró con ellas su lado más solidario y artistas plásticos renombrados ceden obra para una subasta benéfica que se celebra en la galería de arte Buades. Entre ellos algunos tan importantes como Carlos Alcolea, Alfonso Albacete, Pablo Pérez Mínguez, Guillermo Pérez Villalta, Javier Mariscal, Costus, Manolo Quejido, Salazar o el propio Carlos Berlanga. Gracias a ello, Las Chinas pueden comprar un equipo nuevo, pero la desaparición definitiva ocurriría unos meses después.
Su repertorio básico, además de los dos temas del sencillo El hombre salvaje y Amor en frío, (también recogidos en los recopilatorios La Edad de Oro del Pop Español) y el citado Te espío, estaba formado por temas como Landrú, La caprichosa, Chicos ñam ñam, Monguis, Chicos en la calle, 23 de enero y las versiones Cual es tu nombre, La secretaria, Femme fatale, Me tratas muy mal.
El año 2013, Munster Records edita un LP del grupo con todas las maquetas y canciones en directo.
Después de la separación del grupo, Jose, Kikí d'Akí, graba un primer sencillo en solitario, Accidente, en un sello creado por la propia Miluca (Rara Avis, 1983). Posteriormente grabará con Nuevos Medios y Siesta.
Luna se incorpora a La Bola de Cristal como Alicia Sí, un personaje que actúa con los Electroduendes y en cada episodio canta una canción. Las composiciones y la producción son de Luis Gómez-Escolar y Julio Seijas. Lamentablemente, no están editadas en CD.
Miluca Sanz, por su parte, se dedica con plenitud a su carrera de pintora.

## Discografía
- 1980 - El hombre salvaje / Amor en frío (single) (RCA)
- 1982 - Te espío (cara B del sencillo B.S.O. La próxima estación)
- 1987 - El pecado original, recopilatorio de maquetas de varios grupos. Dos temas: 23 de enero y Chicos en la calle.
- 2013 - Amor en Frío. Grabaciones Completas 1980-1982 (LP) (Munster Records)
- 2013 - 23 de enero/Chicos en la calle (single) ((Munster Records))